# Дюмон, Жан
Жан Дюмон (фр. Jean Dumon; 10 декабря 1829, Брюгге — 2 мая 1889, Брюссель) — бельгийский флейтист.
Начал играть на флейте и фортепиано в возрасте восьми лет, через три года выступил с первым концертом. В 1848 г. окончил Брюссельскую консерваторию, ученик Эжида Артса. Взял также несколько уроков у Луи Друэ.
Концертировал в Нидерландах, в 1857 г. занял место первого флейтиста в оркестре, с которым Луи-Антуан Жюльен гастролировал по Великобритании. В 1860 г. выступал в Берлине, в 1863 г. в Париже, удостоившись одобрительного отзыва в рецензии Гектора Берлиоза. 26 февраля 1866 г. исполнил премьеру Симфонической поэмы для флейты с оркестром Петера Бенуа (одновременно Симфоническую поэму для фортепиано с оркестром того же автора исполнила сестра Дюмона Софи). Позднее Бенуа посвятил это сочинение Дюмону и его ученику Теофилю Антони: Дюмон начал преподавать в Брюссельской консерватории сразу после смерти своего учителя Артса в 1853 году и был официально назначен в 1857 году. Спорадически выступал также как дирижёр: возглавлял хоровое общество в Сен-Жосс-тен-Ноде, в 1875—1877 гг. второй дирижёр оркестра казино в Остенде.